# Chiesa di Santa Maria della Scala (Roma)
La chiesa di Santa Maria della Scala è un luogo di culto cattolico di Roma, situato nel rione Trastevere in piazza della Scala. Costruita a cavallo del XVI e XVII secolo, su di essa insistono le omonime diaconia e rettoria affidata all'ordine dei carmelitani scalzi. Accanto era situato l'Oratorio dei Santi Teresa e Carlo.

## Storia
La chiesa fu costruita nel 1593-1610 per contenere l'icona della Madonna della Scala, conservata nel braccio meridionale del transetto, assieme ad una statua di san Giovanni della Croce. La tradizione afferma che nel 1592 questa icona, posta sulla scala di una casa vicina, avrebbe miracolosamente guarito un bambino deforme dopo le preghiere della di lui madre. Il papa Clemente VIII affidò il progetto a Francesco Capriani da Volterra, che morì tuttavia un anno dopo. Con la bolla Sacrarum Religionum del 20 marzo 1597 la chiesa, ancora in costruzione, viene affidata ai carmelitani scalzi. Dopo il completamento dell'interno nel 1610, la facciata fu terminata nel 1624.
Nel 1664 papa Alessandro VII elevò la chiesa a diaconia cardinalizia.
Nel 1849 durante la Repubblica Romana la chiesa fu adibita ad ospedale: tra i vari patrioti che vi troveranno la morte c'era anche Andrea Aguyar, il "moro di Garibaldi".

## Descrizione

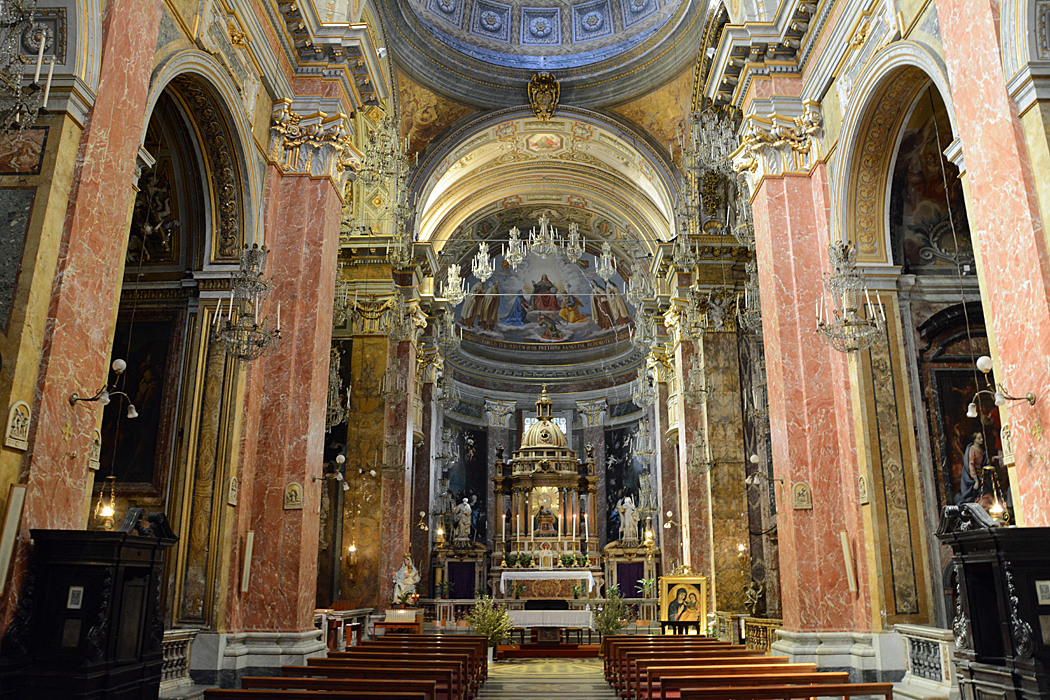
Interno

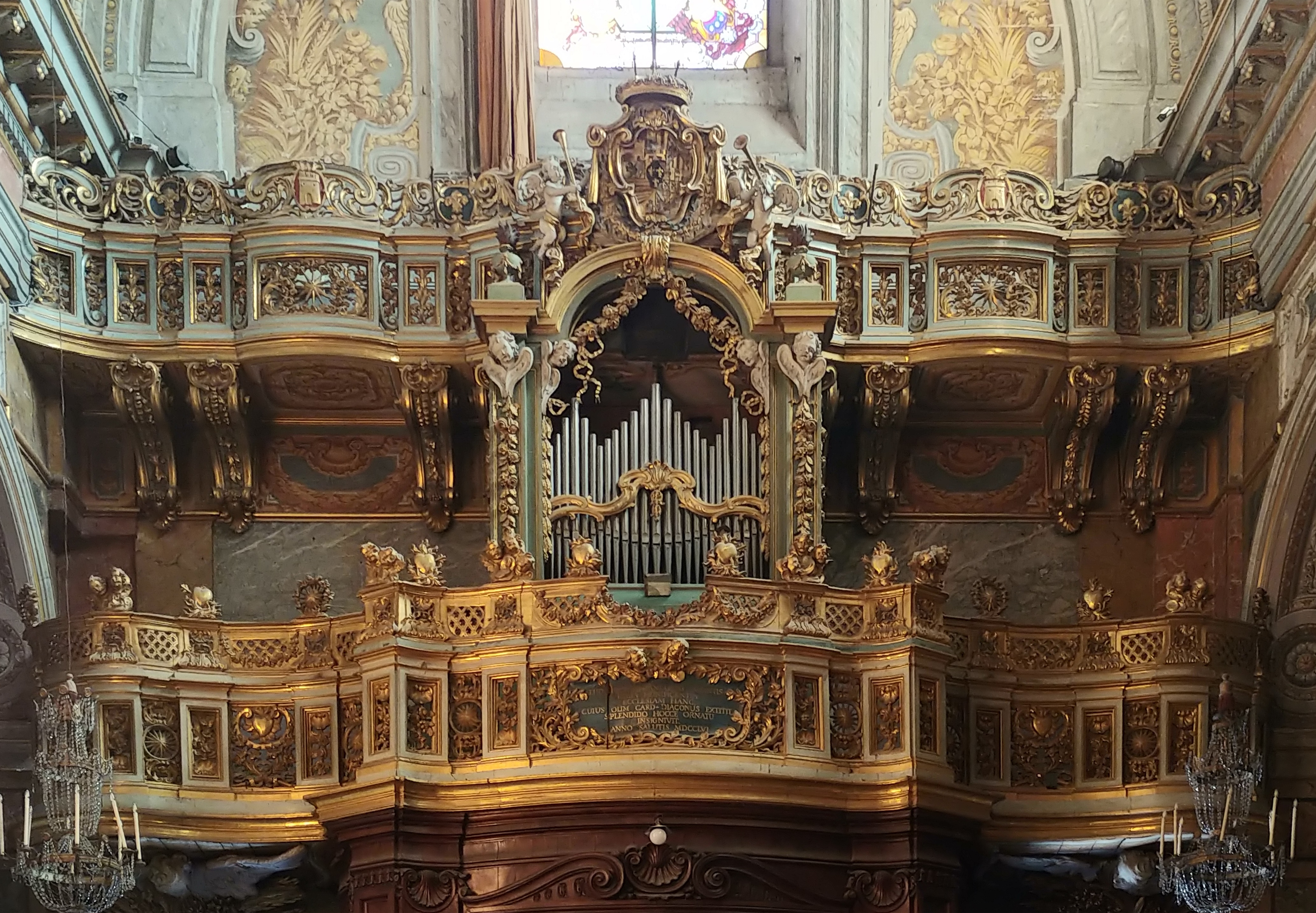
Cantorie e organo a canne

La facciata di Santa Maria delle Scala presenta due ordini di paraste raccordate da volute ed è realizzata in travertino fino all'altezza delle nicchie laterali.
Al di sopra del portale, a cui si accede da una gradinata, una nicchia ospita la statua della Madonna con Bambino scolpita da Francesco di Cusart (François Dieussart).
All'interno la chiesa ha pianta a croce latina, con un'unica navata affiancata da tre cappelle per lato. Il pavimento, ricco di lapidi sepolcrali, si presenta nel rifacimento compiuto nel 1739.
In controfacciata, la bussola e le due cantorie lignee barocche (1756) sono di Giuseppe Pannini; di quest'ultime, quella inferiore ospita l'organo a canne, costruito da Carlo Vegezzi Bossi nel 1908 (opus 1282) e dotato di 11 registri su unico manuale e pedale.
L'altare maggiore, dedicato al Salvatore, risale al 1650; progettato da Carlo Rainaldi, è sormontato da un baldacchino a tempietto sorretto da sedici colonne corinzie in alabastro a pecorella e listate di bronzo dorato, e decorato tra quattro statuine di apostoli in terracotta dipinte ad imitazione del bronzo. Al centro conserva un Agnello dell'Apocalisse in bronzo dorato. L'altare fu riconsacrato nel 1725 da papa Benedetto XIII. Come pala d'altare è presente una Madonna del Carmine di Giuseppe Peroni datata al 1737.
Il coro, la navata e il braccio settentrionale del transetto sono decorati con pitture che riproducono delle modanature, mentre il transetto meridionale è decorato con vere modanature in stucco.
Il profondo coro è chiuso sul fondo da un'abside, e ospita le tele del Battesimo di Cristo e delle Nozze di Cana a destra, e quelle dell'Ultima Cena e dell'Ascensione di Cristo sul lato opposto; al centro dell'abside si trova un dipinto del Cavalier d'Arpino, Regina Coeli con Bambino. Il catino absidale è affrescato con un Redentore in trono con la Vergine e i santi.
Subito dopo l'altare maggiore vi è la sacrestia sulle cui pareti si addossano statuette in cartapesta dei dodici apostoli realizzate dopo che le originali in bronzo furono trafugate nel periodo napoleonico.

### Cappelle

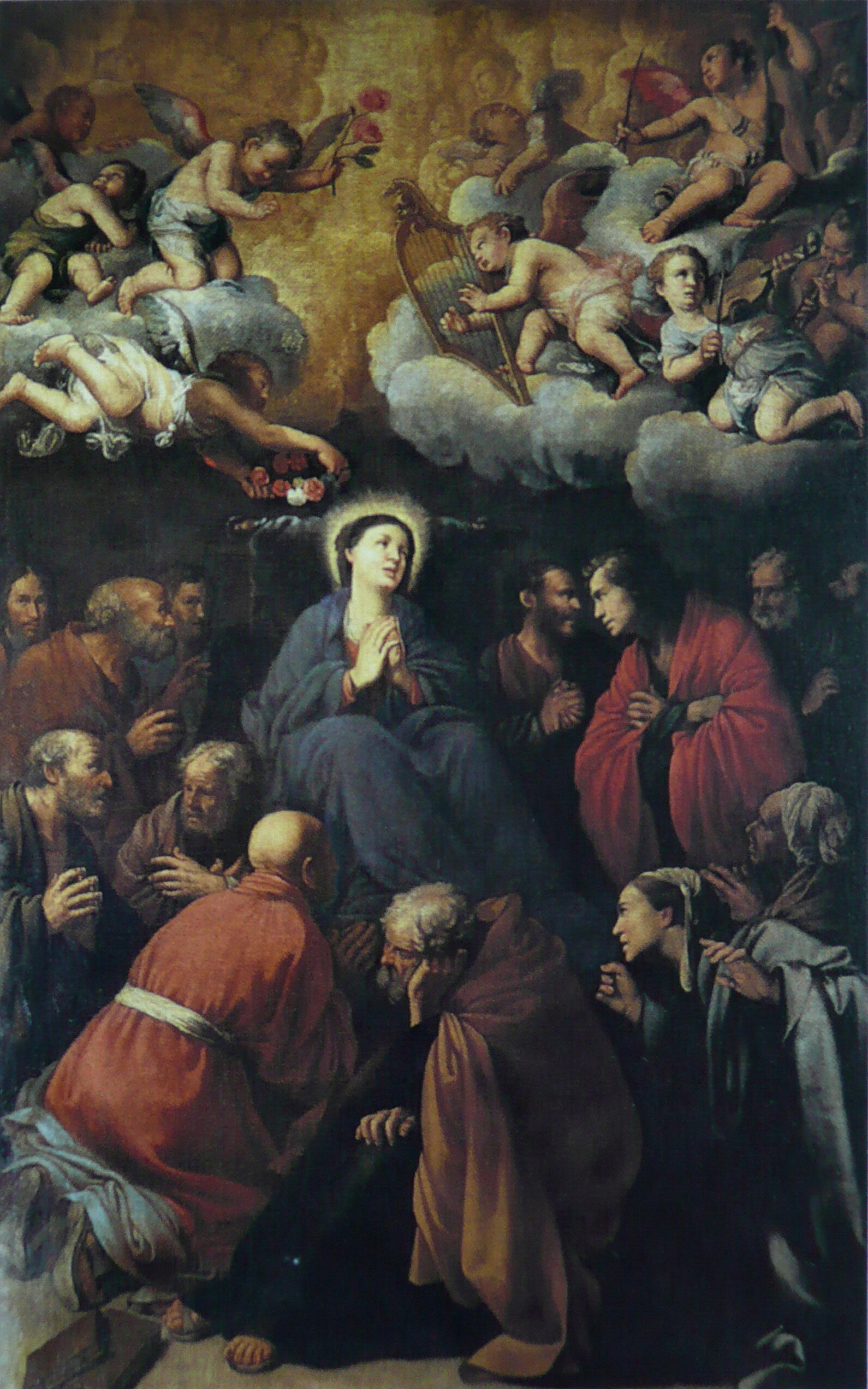
Morte della Vergine di Carlo Saraceni

La prima cappella a destra, dedicata a san Giovanni Battista, ospita una tela seicentesca raffigurante la Decollazione di san Giovanni in carcere, terminata nel 1602, di Gerard van Honthorst, detto "Gherardo delle notti". L'altare è retto da due colonne massicce di marmo nero, mentre la specchiatura sotto il quadro che continua alla base delle colonne è in alabastro; altri decori sono realizzati in diaspro di Sicilia e giallo di Siena. Ai lati della cappella troviamo le lapidi della famiglia Sinibaldi menzionata dall'iscrizione sul pavimento.
La seconda cappella a destra, dedicata a san Giacinto, ha un altare ornato da colonne con fusti di marmo rosso di Cottanello e nelle basi gli stemmi a bassorilievo delle famiglie Barisiani e Dionisi, intarsiati anche nel pavimento su campo turchino. Sopra il timpano vi è una targa di marmo nero che riporta un'iscrizione dedicata al santo. Sull'altare vi è un dipinto di Antiveduto Gramatica che ritrae la Vergine, San Giacinto e Santa Caterina da Siena, completata nel 1600. Sulle pareti laterali sono collocati due monumenti sepolcrali appartenenti ai signori Sorbolonghi, qui trasferiti dai vicini pilastri della chiesa all'epoca del restauro del XVIII secolo. Nella cappella, dagli inizi del secolo, si venera la tavola della Mater Purissima.
La terza cappella a destra è conosciuta come "di san Giuseppe", ma è dedicata a Maria, san Giuseppe e sant'Anna, come dichiarato dalla targa a caratteri di metallo dorato con cornice in verde antico, nuvole di alabastro e foglie di lapislazzuli. La pala d'altare raffigurante il tema della Sacra Famiglia è di Giovanni Ghezzi, a destra si trova il Sogno di Giuseppe di Giovanni Odazzi, a sinistra uno Sposalizio della Vergine di Lodovico Antonio David, e sulla volta la Gloria di San Giuseppe sempre di Odazzi. Sull'altare è posta una piccola copia di Pompeo Batoni del Sacro Cuore di Gesù collocata dal 1780 sotto papa Pio VI.
La cappella destra del transetto è dedicata a santa Teresa d'Avila che riformò l'Ordine dei Carmelitani Scalzi. L'altare, opera di Giovanni Paolo Pannini, presenta quattro colonne a spirale in verde antico. Sul frontone ci sono due angeli di stucco di Giovanni Battista Maini. La pala d'altare con Estasi di Santa Teresa è opera di Francesco Mancini. Sulle pareti laterali due altorilievi marmorei entro due ovali riprendono due momenti di vita della santa; a destra Teresa trafitta da un cherubino, di Michel-Ange Slodtz e a sinistra Santa Teresa in estasi di Filippo Valle, a cui si devono anche i due cherubini che sostengono l'architrave ed emergono dai capitelli delle lesene angolari. Al di sopra dell'altare, nel lunettone, vi sono due altorilievi di stucco eseguiti da Giuseppe Lironi che raffigurano le visioni della Santa. Nella cappella dal 1617 si conserva la reliquia del piede destro della santa.
La prima cappella a sinistra è dedicata a Maria santissima del Carmine. La pala d'altare raffigura la Vergine che porge lo scapolare a san Simone Stock e il profeta Elia ed è di Cristofaro Roncalli, al quale appartiene anche l'Eterno Padre, dipinto nel timpano. Dal 1917 sul lato sinistro della cappella si venera la statua della Madonna del Carmine con il Bambino, una scultura lignea rivestita di ricchi abiti ricamati in oro.
La seconda cappella a sinistra è dedicata all'Assunta. Il progetto è di Girolamo Rainaldi. Sulla volta è affrescata una colomba, mentre sulle pareti laterali sono ospitate le tele dello Sposalizio e della Natività di Maria di Giovanni Conca. Tra le opere d'arte ospitate va ricordata la Morte della Vergine di Carlo Saraceni. Questa ultima opera sostituisce una controversa opera del Caravaggio, la Morte della Vergine; il Caravaggio fu sospettato di aver utilizzato una prostituta morta annegata nel Tevere come modella, e di aver inserito nell'opera elementi rifacentisi a posizioni pauperistiche e i Carmelitani scalzi rifiutarono l'opera, affermando che mancava del dovuto decoro e che poteva addirittura sconfinare nell'eresia.
La terza cappella a sinistra, dedicata al crocifisso, conserva un crocifisso in legno dipinto a imitazione del bronzo e il gruppo marmoreo di San Giovanni della Croce, ai piedi del Crocifisso, di Pietro Papaleo, realizzato dopo la canonizzazione del santo nel 1726. Le pareti laterali sono ricoperte di alabastro e le due colonne dell'altare, in marmo nero. Le pitture laterali e la decorazione della volta sono di Filippo Zucchetti.
La cappella sinistra del transetto, dedicata a santa Maria della Scala, ospita sull'altare l'affresco ritenuto miracoloso, in origine venerato sull'altare maggiore. L'altare della cappella presenta quattro massicce colonne corinzie con fusti in marmo rosso di Verona. Sulla parete destra si trova il cenotafio del marchese Santacroce, opera di Alessandro Algardi e, di fronte, il sepolcro di Livia Santacroce, opera di Domenico Guidi. I due monumenti sono sovrastati da due tele con Incoronazione della Vergine a destra e Immacolata Concezione a sinistra di Lucas de la Haye detto Fra Luca Fiammingo.

## Spezieria
Nei pressi della chiesa c'è un monastero famoso per aver ospitato nel XVII secolo la farmacia della corte papale: ancor oggi sono conservati l'arredamento e gli strumenti dell'epoca. L'antica Spezieria si trova al primo piano del convento dei Carmelitani Scalzi, sopra la farmacia ancora in funzione. Fu aperta agli inizi del Settecento e riforniva i pontefici e le loro famiglie, godendo di privilegi ed esenzioni fiscali.
Si conservano gli scaffali settecenteschi, con gli albarelli ancora pieni, mentre rimedi, ricettari ed erbari sono disposti come se la spezieria fosse tuttora attiva. Dell'arredo fanno parte due scritte in latino: ”Né l'erba li guarì né la miscela; sì la tua parola, Signore, la qual sana ogni cosa” e ”Dalla terra l'Altissimo creò i medicamenti: l'uomo prudente non li avrà in dispregio”.
Nell'adiacente laboratorio liquoristico, risalente alla prima metà dell'Ottocento, sono conservati gli strumenti usati per la distillazione, di cui negli ultimi anni il convento ha, però, sospeso la produzione.